# Symphysodon discus
Il pesce pompadour, o pesce disco di Heckel (Symphysodon discus) è un ciclide d'acqua dolce, allevato anche in acquario.

## Descrizione
Appartenenti alla numerosa famiglia dei ciclidi, i pesci pompadour presentano un corpo fortemente compresso ai fianchi. Di profilo hanno forma discoidale, da qui il nome. Le pinne anale e dorsale sono anch'esse arrotondate, ma piuttosto ampie. Le pinne ventrali sono lunghe e sottili. La pinna caudale è potente, a delta.
La livrea è estremamente variabile: sono tuttavia sempre presenti nove fasce verticali anche se solo 3 sono ben marcati di nero.

Le dimensioni si attestano sui 15–20 cm di lunghezza. Oggi i Discus di cattura (Wild) sono davvero una rarità da trovare in acquario. Spesso vengono venduti per Wild, pesci Discus derivati da veri Wild ma riprodotti in acquario, soprattutto in brasile.

## Distribuzione e habitat
Il pesce pompadour è diffuso in Brasile, lungo il bacino del Rio delle Amazzoni, così come nel Rio Negro, nell'Abacaxis e nel Trombetas. Abita le acque calme.

## Alimentazione
Si nutre di insetti, crostacei, piccoli pesci e materiale in decomposizione. L'alimentazione in natura varia col variare delle stagioni, e il genere Symphysodon regola il ciclo riproduttivo anche in base all'abbondanza di cibo: la piena corrisponde con il loro periodo riproduttivo, in quanto il cibo presente in abbondanza permette uno sviluppo rapido dei piccoli. Rotiferi, infusori, copepodi e altri microrganismi (incluse svariate varietà di alghe) abbondanti durante il periodo delle acque alte facilitano lo svezzamento degli avannotti, e sono presenti nella dieta del S. discus. Non è raro vedere gruppi di Discus nutrirsi di animali morti anche di grosse dimensioni, caduti in acqua.

## Sottospecie
Fino a pochi anni fa veniva riconosciuta una sottospecie, Symphysodon discus willischwartzi oggi considerata solo una variante di colorazione.
Altre miriadi di varianti, del S. discus, sono state rilevate nel Grande Lago dello Nhamundá, dove avvengono delle ibridazioni naturali dalle colorazioni ricercatissime.